# Nevzorov Haute Ecole
Nevzorov Haute Ecole (übersetzt: Hohe Schule von Newsorow) oder kurz NHE ist eine Weise des Zusammenlebens und der Kommunikation mit dem Pferd, die von der gleichnamigen Schule gelehrt wird.
Dem Pferd sollen auf freiwilliger Basis Übungen der Hohen Schule beigebracht werden. Die Schule tritt nach eigener Aussage für das Wohlergehen der Pferde ein. Aus diesem Grund lehnt diese das Reiten des Pferdes allgemein und besonders den Turnier- und Rennsport mit Pferden ab.

## Hintergrund
Die Schule wurde 2004 von Alexander Newsorow und seiner Frau Lydia Newsorowa gegründet. Lydia Newsorowa ist Hippologin und hat nach eigenen Angaben einen Titel als "Equine Thermographist". Sie versucht aufzuzeigen, dass das Gewicht des Reiters, beim Springen über Hindernisse oder den Gebrauch der Kandare Schäden am Pferd verursachen. Derartige Untersuchungen bilden die Grundlage für das Ausbildungssystem der Nevzorv Haute Ecole. Alexander Newsorow war ein Schüler der Klassischen Reitkunst, bevor er sich NHE zuwandte.
Die Schule beschreibt das Pferd als intelligentes Lebewesen, das gestellte Aufgaben lösen, Entscheidungen treffen und Absichten, die für es von Vorteil sind, verfolgen kann. Man müsse nicht immer dominant sein, um gemeinsam mit dem Pferd neue Übungen zu erlernen.
Bis zum Jahr 2010 umfasste NHE auch Reiten. Da dies jedoch die Muskulatur irritiere und Nervenstränge (welche im Wirbelsäulenkanal verlaufen) durch die Quetschung der Bandscheiben beschädige, wurde das Reiten aus der NHE-Lehre herausgenommen.
Leitsatz ist ein Zitat von Rudolf G. Binding: "Dein Pferd ist der beste Lehrmeister. Es verschließt sich dir, wenn du auf andere Lehren hörst als die seinen. Lerne vom Pferd."

## Lehre
Die Schule lehrt Handarbeit, Bodenarbeit und Denkspiele mit dem Pferd sowie Respekt gegenüber dem Pferd. Sie legt Wert auf das Wohlbefinden, die körperliche und geistige Gesundheit der Pferde. Zu den Studieninhalten gehören Haltung, Fütterungslehre, Anatomie sowie Philosophie und Ethik im Pferdesport. Dem Pferd sollen keine Schmerzen zugefügt werden. Körperkontakt und "Grooming" (vom engl. kraulen, streicheln) sind Bestandteil der Schule. Manche Übungen sind erst mit fortgeschrittener körperlicher Reife des Pferdes möglich. Gegenseitiges Verständnis und Kommunikation soll spielerisch, durch aufeinander aufbauende Übungen, gelernt werden.
Die Übungen und Schulsprünge der Hohen Schule werden ohne Hilfszügel gezeigt. Stattdessen wird ein um den Pferdehals gelegtes Baumwollseil (Cordeo) verwendet, um bei Übungen auf Distanz den Kontakt zu halten.
Die Schule gliedert sich in einzelne Stufen:
1. Freundschaft aufbauen und Haltung
2. Ethologie (Verhaltenslehre)
3. Anatomie und Kommunikation
4. Körperliche Fitness und Krankheiten
5. Hohe Schule

Nach eigenen Angaben ist NHE in seinem Ursprungsland Russland sowie in Amerika und Australien verbreitet. Auch in Europa steige die Zahl der NHE-Schüler.

## Kritik an anderen Pferdesportlern
Nevzorov behauptet der Turniersport sei brutal und die Pferde würden darunter leiden. Daher setzt er sich für ein Verbot des Turniersports ein. Er startete 2010 eine Aktion "Against Equestrian Sport Petition" welche die Haltung von Schlachtpferden kritisiert und fordert den Reitsport aus dem Programm der Olympischen Spiele zu nehmen.
Nezorov lehnt das Reiten ab. Anhand von Test sei die negative Wirkung von Sattel und Reitergewicht gezeigt worden. Es sei bewiesen, dass eine einfache Reitgerte eine negative Auswirkung auf die darunterliegende Muskulatur habe.
NHE stellt den Hufbeschlag in Frage. Anhand von thermographischen Bildern könne bewiesen werden, dass Hufeisen den Hufmechanismus einengen und Entzündungen verursachen können.
Nevzorov lehnt das Arbeiten eines Pferdes auf dem Zirkel, wie bei der Join-Up-Methode, ab. Er betrachtet sich nicht als Pferdeflüsterer.

## Kritik an NHE
Im Jahr 2012 publizierte Nevzorov, dass die Schule Pferden gelehrt hätte lateinische Worte zu lesen, zu schreiben und zu verstehen. Angeblich wurde einem Pferd beigebracht, die Namen von Gegenständen und sein körperliche Bedürfnisse mit Buchstaben zu schreiben. Fähigkeiten schrieb um 1900 bereits Wilhelm von Osten seinem rechnenden Pferd Kluger Hans zu.